# Болезнь Шляттера
Болезнь Осгуда–Шляттера — остеохондропатия бугристости большеберцовой кости.
Преобладающий возраст развития болезни Осгуда — Шлаттера с 10 до 19 лет, но если вовремя не прекратить нагрузки, то костная ткань уже никогда не восстановится. Мужчины более подвержены данной патологии.
Факторы риска развития болезни Осгуда–Шлаттера: тяжёлая атлетика, баскетбол, хоккей, футбол, кикбоксинг, горные лыжи, спортивный туризм, большой теннис, дзюдо, самбо, тхеквондо, карате , волейбол.
Заболевают молодые люди, в основном, совершенно здоровые. В конце XX века она описывалась французскими авторами как «апофизарный остеит», или «остеомиелит роста». Немного ранее датские и английские авторы считали болезнь характерным для молодых солдат и юных спортсменов травматическим периоститом. При данном заболевании необходимо сразу прекратить нагрузки и уменьшить ходьбу. Иногда боли в колене достигают такого уровня, что ходить и стоять практически невозможно.

## Клиническая картина
Чаще возникает у мальчиков 10-18 лет, не только после ушиба, падения или физических нагрузок, но и без какого-либо внешнего воздействия — начинаются боли при сильном разгибании или крайнем сгибании колена, развивается ограниченная, плотная, резко болезненная при надавливании припухлость большеберцового бугра. Общее состояние удовлетворительное, местные воспалительные изменения отсутствуют или слабо выражены. 
Патологический процесс, как правило, самоограничивается. Возникновение его обусловлено нагрузкой на собственную связку надколенника, прикрепленную к бугристости большеберцовой кости. На фоне ускоренного роста в подростковом возрасте, повторяющиеся нагрузки на связку, и незрелость бугристости большеберцовой кости, могут спровоцировать подострый перелом последней в сочетании с лигаментитом собственной связки надколенника. Эти изменения приводят к формированию патологических костных разрастаний, болезненных при резких движениях. При опоре на колено боль может иррадиировать по ходу связки и выше надколенника в сухожилие четырёхглавой мышцы бедра, крепящееся в верхнему краю надколенника.
Часто вслед за одним заболевает и другое колено, с теми же объективными изменениями на голени. Болезненность и боли держатся месяцами, обостряясь под влиянием механических инсультов, постепенно исчезая в течение года, редко позднее. Прогноз вполне благоприятный. Костный выступ остается, но без всякого ущерба для функции колена.
Гистологически процесс характеризуется утолщением хрящевой прослойки между большеберцовым метафизом и  связкой надколенника, неправильными границами зон окостенения, простирающимися в сухожильную ткань и образующих богатый клетками волокнистый хрящ, иногда с основным веществом слизистого типа.

## Проявления болезни Шлаттера
- Ограниченная болезненность в области бугристости большеберцовой кости (голень), усиливающаяся при сгибании в коленном суставе, особенно при приседании (даже неполном). Этим заболеванием часто страдают спортсмены-фехтовальщики, основная стойка которых предполагает некоторое приседание, и велосипедисты — постоянные вращательные движения ногами, из-за этого большая нагрузка на коленный сустав[3].
- Отёчность мягких тканей;

## Диагностика болезни Осгуд-Шлаттера
- Рентгенографическое исследование коленных суставов в боковых проекциях; часто наблюдаются характерные «хоботки» в области бугристости большеберцовых костей, нередко вводящие врачей в заблуждение; изолированные костные фрагменты небольших размеров, иногда в количестве 1-2-3. Картина представляется очень разнообразной, напоминающей дробления, искривления и надломы эпифизарного отростка.
- Радиоизотопное сканирование;
- Ультразвуковое исследование коленного сустава.

## Группа риска
Факторами риска являются виды спорта, связанные с бегом или прыжками. Основной причиной является повторяющееся напряжение зоны роста верхней голени. Соотношение случаев между мужчинами и женщинами составляет 14:1. Среди девочек пик приходится на 9–10 лет, а среди мальчиков — на 14. Этот факт можно объяснить тем, что девочки достигают стадии костного созревания бугристости большеберцовой кости на два года раньше, чем мальчики.

## Профилактика
Одним из основных способов предотвращения болезни Осгуд-Шлаттера является проверка гибкости четырёхглавой мышцы бедра и подколенного сухожилия. В мышцах должна быть гибкость. Основные упражнения для профилактики сосредоточены на подколенных сухожилиях и квадрицепсах.
Прямое растяжение квадрицепса может быть болезненным, поэтому использование пенопластового валика для самостоятельного расслабления может помочь постепенно восстановить гибкость и диапазон движений.

## Лечение
Рекомендуется отдых, можно использовать лёгкие обезболивающие. Физиотерапия назначается после того, как симптомы улучшились, чтобы предотвратить рецидив. 
Фиксация или использование ортопедической повязки требуется редко и не обязательно способствует более быстрому разрешению проблемы. Тем не менее, фиксация может обеспечить комфорт и помочь уменьшить боль, поскольку она снижает нагрузку на бугорок большеберцовой кости.
Реабилитация сосредоточена на укреплении мышц, тренировке походки и контроле боли для восстановления функции колена. Нехирургические методы лечения включают: силовые упражнения, растяжку для увеличения диапазона движений, пакеты со льдом, наколенники, противовоспалительные средства и электрическую стимуляцию для контроля воспаления и боли. Специалисты по реабилитации обычно назначают упражнения на четырехглавую мышцу и подколенное сухожилие для восстановления гибкости и мышечной силы. Упражнения должны быть безболезненными и постепенно увеличиваться с интенсивностью, чтобы избежать новых травм.